# Военный институт (инженерно-технический)
Военный институт (инженерно-технический) Военной академии материально-технического обеспечения имени генерала армии А. В. Хрулёва (ВИ (ИТ) ВА МТО) — одно из старейших высших военно-учебных заведений России, расположенное в Санкт-Петербурге.
Институт готовит военных инженеров и специалистов, осуществляющих конструкторскую, производственную и другие виды инженерной деятельности в сфере проектирования, строительства, модернизации, поддержания боевой готовности комплексов Вооружённых сил Российской Федерации: командных пунктов и объектов базирования сил и средств Ракетных войск стратегического назначения, Воздушно-космических сил, Военно-морского флота, а также других специальных объектов инфраструктуры, электроснабжения и коммуникаций, необходимых для боевой и повседневной деятельности всех видов и родов вооружённых сил.
Вуз также готовит военных специалистов среднего звена, осуществляющих деятельность в сфере строительства, монтажа и обслуживания инженерных коммуникаций и противопожарных систем фортификационных сооружений, а также других объектов военной инфраструктуры, используемых всеми видами войск.
В адъюнктуре и докторантуре ведётся подготовка научно-педагогических и научных кадров. В вузе действуют три диссертационных совета по присуждению учёных степеней докторов и кандидатов наук. На базе института также осуществляется переподготовка и повышение квалификации специалистов Министерства обороны Российской Федерации.
ВИ (ИТ) расположен в местах своего исторического основания в центре Санкт-Петербурга на берегу Невы (в том числе в бывших казармах Кавалергардского полка). В непосредственной близости Инженерного замка, Летнего сада, музея А. В. Суворова, архитектурного ансамбля Смольного монастыря, Таврических дворца и парка.
В вузе работают 36 докторов наук, 167 кандидатов наук и 29 профессоров. Университет имеет двенадцать специализированных научно-исследовательских лабораторий и научно-экспериментальную базу.

## История

### Предыстория

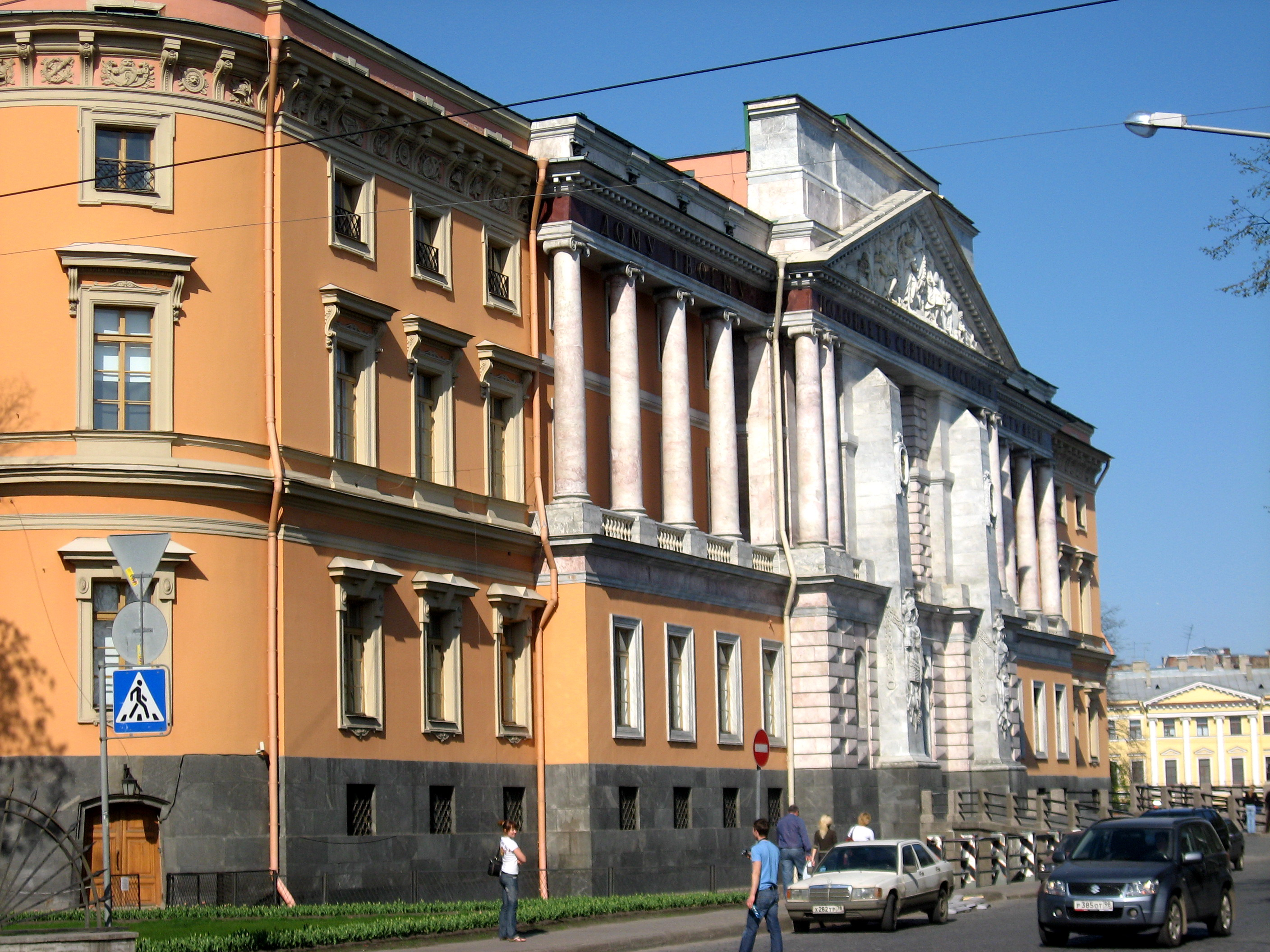
Михайловский — Инженерный замок, где с 1823 года располагалось Главное инженерное училище, а сейчас вблизи расположен Военный институт (инженерно-технический).

Императором Александром I 24 ноября (6 декабря) 1819 года, созданное в 1810 году на базе трёхгодичной школы по подготовке инженерных кондукторов, но имевшее офицерское отделение для дополнительной двухгодичной подготовки инженеров (всего 5 лет), Санкт-Петербургское инженерное училище было преобразовано в Главное инженерное училище. Оно располагалась в Михайловском замке, после размещения училища переименованном в Инженерный замок. В 1855 году офицерские классы Николаевского инженерного училища (так с 1855 года стало называться Главное инженерное училище) были превращены в инженерную академию, в формальном составе Императорской военной академии, получившую название — Николаевская инженерная академия. В 1863 году Николаевское инженерное училище вновь объединялось с Инженерной академией, но с 1867 года Николаевская инженерная академия опять стала самостоятельной.
Николаевская инженерная академия стала первым высшим инженерным учебным заведением России. Как пишет выпускник Института инженеров путей сообщения С. П. Тимошенко в своей книге «Инженерное образование в России», образовательная схема Главного инженерного училища, родившаяся после добавления старших офицерских классов, с разделением Пятилетнего образования на два этапа в дальнейшем на примере Института инженеров путей сообщения распространилась в России, и сохраняется до сих пор. Это позволяло начинать преподавание математики, механики и физики на высоком уровне уже на первом этапе и дать студентам достаточную подготовку по фундаментальным предметам, а затем использовать время для изучения инженерных дисциплин. Так Фёдор Михайлович Достоевский смог учиться в 1838 — 1843 годах, уже используя эту систему высшего образования.
После Октябрьской революции и создания Красной Армии молодой Советской Республики, Приказом РВСР № 392 от 18 декабря 1918 года бывшая Николаевская инженерная академия была переименована в Военно-инженерную академию РККА. В 1923 году после её объединения с Военной электротехнической академией создана Военно-инженерная и электротехническая академия РККА, а после объединения в 1925 году с Артиллерийской академией, в Ленинграде была создана Военно-техническая академия РККА, с 1926 года ставшая носить имя Ф. Э. Дзержинского, в которой имелся инженерный факультет. В 1932 году Военно-техническая академия расформировывается, на базе её факультетов в соответствии с их профилем формируются самостоятельные академии, а её бывший инженерный факультет перебрасывается в Москву — на его основе, а также на основе Московского Высшего инженерно-строительного училища создаётся новая Военно-инженерная академия, которой в 1935 году было присвоено имя В. В. Куйбышева. Однако через 7 лет назначенный на должность Наркома ВМФ флагман флота 2-го ранга (после 1940 года — адмирал) Н. Г. Кузнецов возвращает факультет назад в Ленинград.
Административно-структурные преобразования вредили развитию и приводили к ослаблению научно-педагогических сил, но последние были полностью восстановлены перед началом войны при активном участии Н. Г. Кузнецова и при помощи Ленинградского индустриального института.

### История университета
Начало юридического существования нынешнего Военного института (инженерно-технического), как восстановленного на месте самостоятельного высшего военного учебного заведения, продолжающего традиции Санкт-Петербургской высшей школы военных инженеров, положил в 1939 году Ленинградский институт инженеров промышленного строительства, являвшийся отделённой частью основанного в 1899 году ЛИИ, а позднее и возвращённый в 1940 году инженерный факультет Военно-инженерной академии имени В. В. Куйбышева.
10 июня 1939 года было подписано Постановление Комитета обороны при СНК СССР об организации в Ленинграде Высшего военно-морского инженерно-строительного училища РК ВМФ [ВВМИСУ] — эта дата считается Днём рождения училища.
В Приказе Народного комиссара ВМФ СССР Н. Г. Кузнецова об организации ВВМИСУ указывалось, что училище создается с целью подготовки военных инженеров для строительства военно-морских баз и береговых фортификационных сооружений Рабоче-Крестьянского Военно-Морского Флота [РК ВМФ]. Училищу присваиваются права высшего технического учебного заведения. Срок обучения был определён равным 5 годам и 8 месяцам.
На начальном этапе с 1939 по 1940 год в училище был всего один факультет — строительства военно-морских баз. В августе 1940 года в ВВМИСУ был переведён инженерный факультет из Военно-инженерной академии имени В. В. Куйбышева, который был преобразован в Факультет фортификации. В 1941 году эти два факультета были объединены в один — Факультет берегового строительства.
10 июня 1941 года ВВМИСУ реорганизовано в Высшее инженерно-техническое училище ВМФ СССР [ВИТУ ВМФ]. В этот же день в училище создаётся ещё один факультет — Электромеханический (впоследствии 27 июля 1983 года переименованный в Факультет энергетики).
За участие в Великой Отечественной войне Указом Президиума Верховного Совета СССР от 22 февраля 1944 года ВИТУ ВМФ награждено орденом Красного Знамени и становится Высшим инженерно-техническим Краснознамённым училищем ВМФ СССР [ВИТКУ ВМФ].
Затем в состав училища вошли Красносельское военное пожарное училище, Ростовское военное дорожно-строительное училище и Читинское военное аэродромно-строительное училище.
В сентябре 1960 года ВИТКУ ВМФ было переименовано в Высшее военное инженерное техническое Краснознамённое училище [ВВИТКУ]. Училище стало готовить кадры в интересах военного строительства, а также инженерного обеспечения всех видов Вооружённых Сил СССР.
В январе 1974 года училищу было присвоено имя бывшего заместителя министра обороны СССР по строительству и расквартированию войск генерала армии А. Н. Комаровского. С этого времени оно стало именоваться Ленинградским высшим военным инженерным строительным Краснознамённым училищем имени генерала армии А. Н. Комаровского [ЛВВИСКУ].
1 марта 1986 училище За выдающиеся военные заслуги и большой вклад в дело укрепления обороноспособности страны и подготовку военных специалистов ГДР, награждено боевым орденом «За заслуги перед народом и Отечеством в золоте».
21 ноября 1991 года в связи с переименованием г. Ленинград в Санкт-Петербург училище получает наименование Санкт-Петербургское высшее военное инженерное строительное училище имени генерала армии А. Н. Комаровского [С-Пб. ВВИСУ].
10 августа 1993 года на основании Постановления Правительства Российской Федерации № 767 С-Пб. ВВИСУ переименовано в Военный инженерный строительный институт [ВИСИ].
18 июня 1997 года на базе двух высших военно-учебных заведений Минобороны России: Военного инженерного строительного института [ВИСИ] и Пушкинского высшего военного инженерного строительного училища [ПВВИСУ] Постановлением Правительства России № 745 был образован Военный инженерно-технический университет [ВИТУ], объединивший личный состав и материально-техническую базу обоих ВУЗов. Головное подразделение университета располагалось на месте бывшего ВИСИ в Санкт-Петербурге (ул. Захарьевская, 22), а вторая по величине учебная база учебная база № 2), включавшая в себя исторический Дворец княгини Ольги Палей — на месте бывшего ПВВИСУ в Пушкине (Советский пер., 2): 59°42′50″ с. ш. 30°24′52″ в. д.

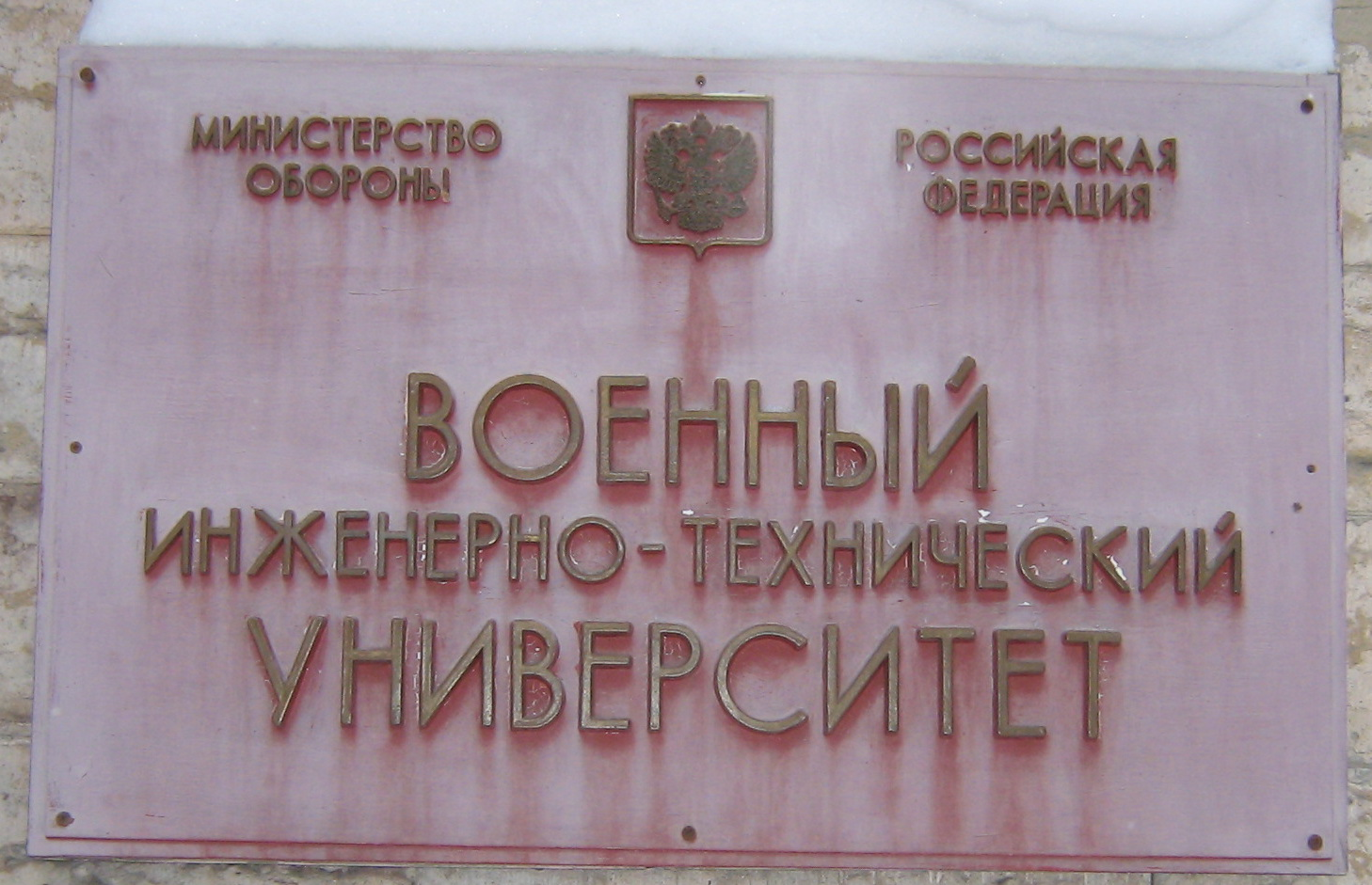
Табличка ВИТУ на КПП Учебной базы № 2 в Пушкине (бывшее ПВВИСУ) — пристрой Дворца Ольги Палей (Советский пер., 2 литера А), 2010 год.

В сентябре 1998 года на основании Постановления Правительства Российской Федерации от 29 августа 1998 года № 1009 к университету присоединено Тольяттинское высшее военное командно-инженерное строительное училище [ТВВКИСУ], которое стало Тольяттинским филиалом ВИТУ, готовящим командный состав, военных инженеров и специалистов по специальностям «Промышленное и гражданское строительство», «Городское строительство и хозяйство» и «Пожарная безопасность».
12 ноября 2004 года на основании директивы Генерального штаба Вооружённых Сил Российской Федерации Тольяттинский филиал ВИТУ отделён от университета и вновь преобразован в самостоятельное высшее военно-учебное заведение.
В 2009 году одновременно с организационно-штатными изменениями вуз прекратил подготовку офицеров по специальности «Промышленное и гражданское строительство», перейдя к обучению курсантов по специальности «Строительство уникальных зданий и сооружений».
В современном юридическом виде бывший Военный инженерно-технический университет продолжает существовать как Военный институт (инженерно-технический), являясь дочерним институтом Военной академии материально-технического обеспечения им. генерала армии А. В. Хрулёва (ВА МТО).

#### Сохранение и развитие традиций Санкт-Петербургской высшей школы военных инженеров

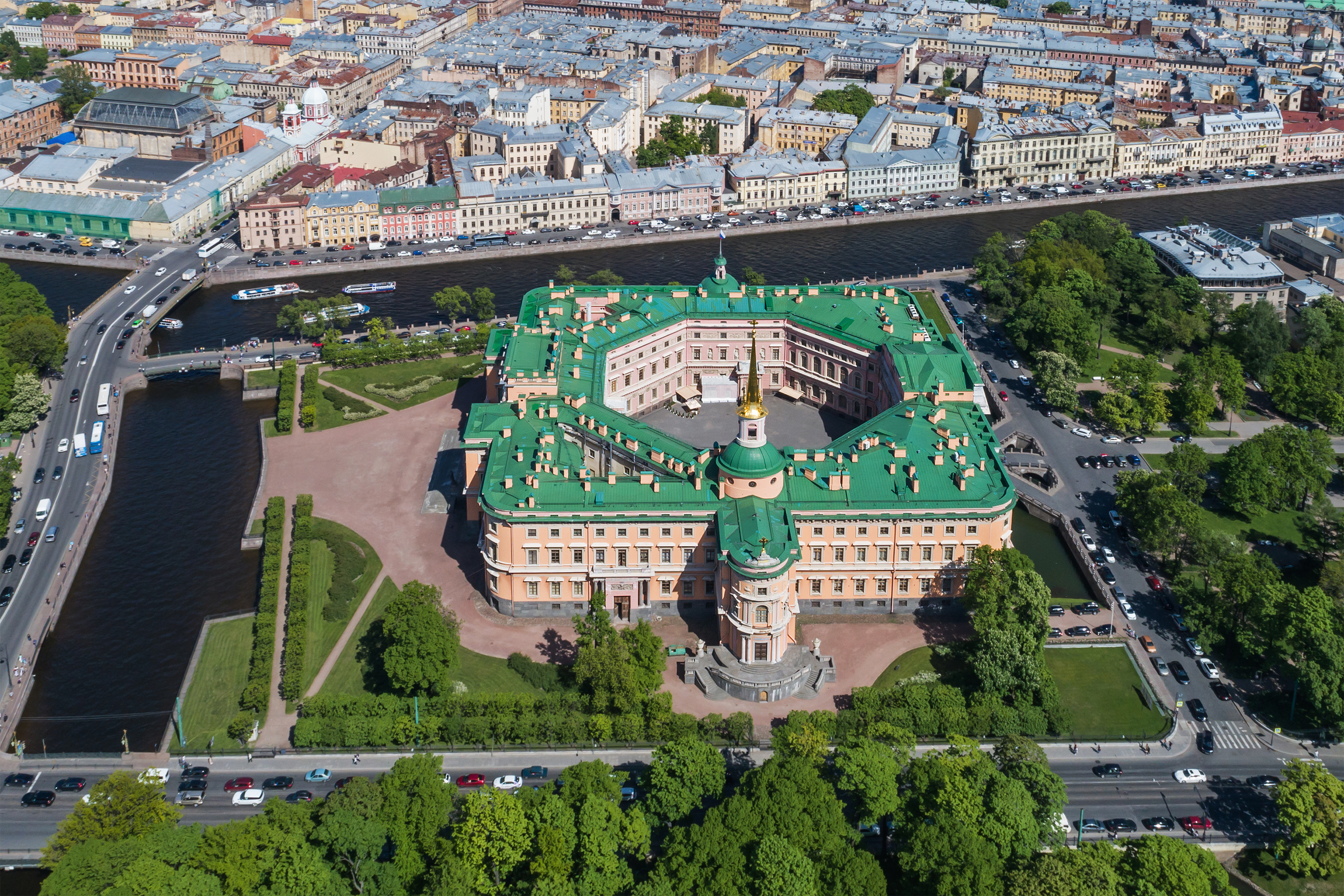
ВИ (ИТ) расположен в районе своего исторического основания вблизи Инженерного замка.

Санкт-Петербургский Военный институт (инженерно-технический) продолжает развитие научных и педагогические традиций инженерных школ России. Непрерывная преемственность сохранялась с момента создания высшего учебного заведения в 1810 году. Он является продолжателем традиций высшей школы военных инженеров Санкт-Петербургского политехнического института и Петербургской высшей школы военных инженеров Главного военно-инженерного училища.
К преподаванию в разное время привлекались: для преподавания химии — Д. И. Менделеев, для преподавания фортификации — Н. В. Болдырев, математики — М. В. Остроградский, путей сообщения — А. И. Квист, а тактику, стратегию и военную история преподавал Г. А. Леер. В составе высшего военного учебного заведения были: основатель отечественной школы строительной механики и теории упругости Б. Г. Галеркин возглавлял кафедру строительной механики, математик и экономист, лауреат Нобелевской премии Л. В. Канторович заведовал кафедрой математики; здесь работали учёный-электротехник Д. А. Завалишин, военный инженер — фортификатор Н. И. Унгерман, механик, инженер-полковник С. А. Шустиков, теплотехник А. Н. Ложкин. Преподавателем был профессор и «отец русской цементной промышленности» А. Р. Шуляченко.

#### От Великой Отечественной войны до наших дней

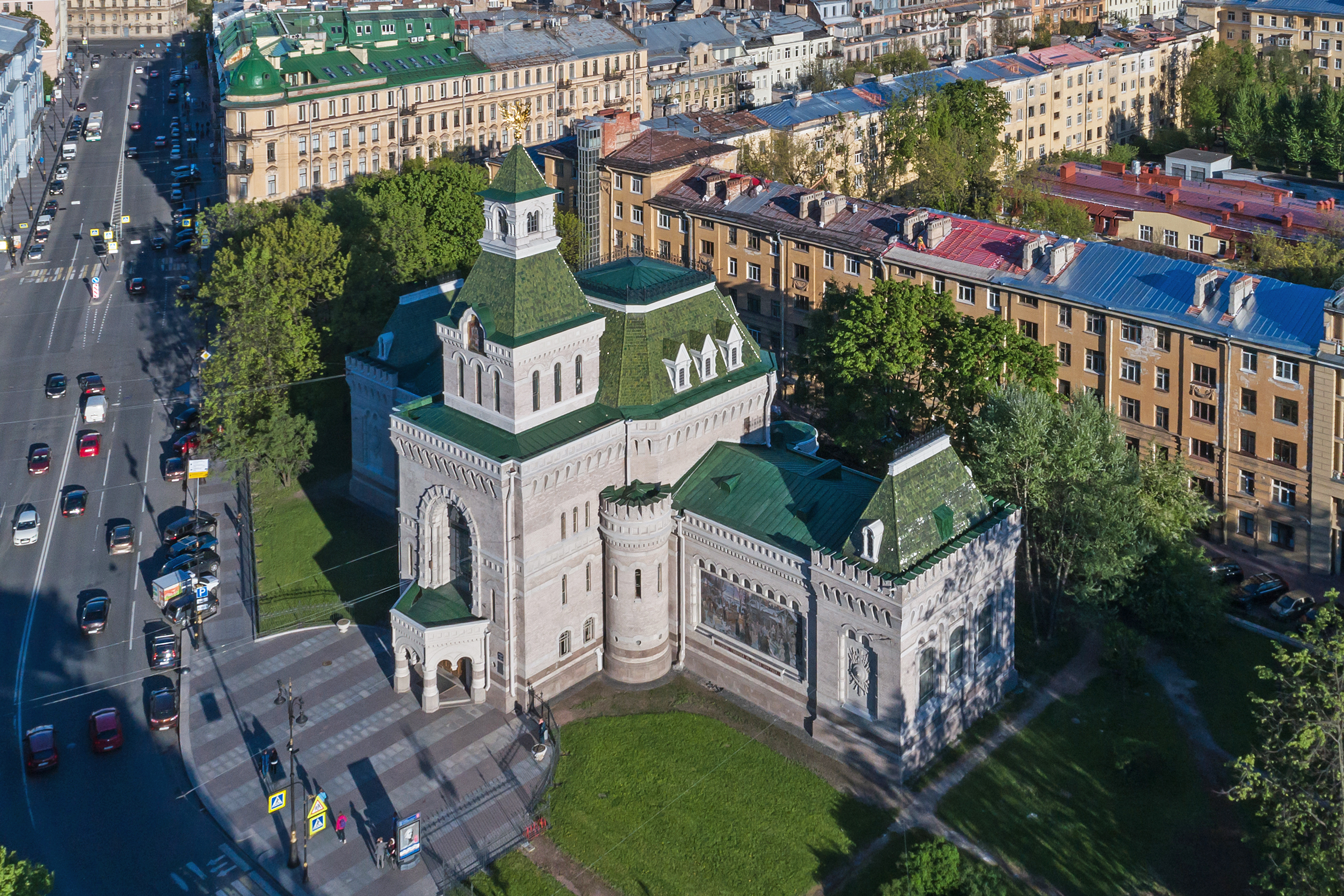
Мемориальный музей А. В. Суворова вблизи ВИ (ИТ).

Стойкость и инженерная подготовка выпускников были доказаны во время Великой Отечественной войны. Особую роль в обороне Ленинграда сыграл форт «Красная Горка», построенный по проекту профессора К. И. Величко, преподававшего в Военно-технической академии РККА им. Ф. Э. Дзержинского до самой смерти в 1927 году. ВИТУ ВМФ реально участвовало в войне, выпуская военных инженеров для всех фронтов. Кроме того, личный состав непосредственно принимал участие в обороне Ленинграда. Преподаватели и курсанты участвовали в работах по строительству оборонительных сооружений летом и осенью 1941 года, обеспечивали патрульную службу, занимались маскировкой зданий и сооружений, осуществляли инженерное обеспечение обороны города, готовясь к уличным боям. Значительная часть профессорско-преподавательского состава принимала участие в экспертных и проектных работах для фронта. Группу экспертов начальника инженерной обороны Ленинграда возглавлял академик Б. Г. Галёркин. В группу входили профессора Б. Д. Васильев, Н. А. Кандыба, C. А. Шустиков, Н. И. Унгерман, доценты С. С. Голушкевич, П. И. Клубин. Научные работы С. С. Голушкевича о ледовых переправах обеспечили теоретическую основу для создания Дороги жизни на Ладожском озере и связи со страной. Профессор Н. Н. Лукницкий занимался научными консультациями производства сборных железобетонных огневых точек. Профессор Л. В. Канторович решал проблему уменьшения рисков и обеспечения безопасности Дороги жизни. Механическая мастерская лаборатории кафедры сопротивления материалов круглосуточно производила детали стрелкового оружия. Большое количество выпускников, командиров, преподавателей и курсантов, участвовавших в войне, были удостоены высоких правительственных наград. 24 июня 1945 года курсанты награждённого годом ранее орденом Красного Знамени училища приняли участие в Параде Победы, а всему личному составу были вручены медали «За оборону Ленинграда».
В советский период своего существования ВИ (ИТ) подготовил более 30 тысяч инженеров; среди выпускников 115 заслуженных строителей и более 100 генералов и адмиралов, в том числе 3 генерал-полковника: Н. И. Котылев, Л. В. Шумилов и А. В. Соломатин.

#### Институт после 2000 года
В начале 2009 года в ходе реформы ВС РФ, включавшей в себя мероприятия по объединению военных вузов ВИТУ вместе с ещё пятью военными вузами (ВТУ ЖДВ и ВОСО, ВВВУТ, УВВТУ, ВВИ и ТВТИ) были ликвидированы как самостоятельные учреждения и присоединены к Военной академии тыла и транспорта имени генерала армии А. В. Хрулёва (ВАТТ) в форме университетов и институтов с целью последующего образования на их основе обособленных структурных подразделений академии. В этот переходный период вуз именовался Военный инженерно-технический университет Военной академии тыла и транспорта имени генерала армии А. В. Хрулёва (ВИТУ ВАТТ). ВВВУТ и УВВТУ ранее уже подвергались реорганизации в филиалы ВАТТ — в те же годы, когда ТВТИ реорганизовывался в филиал ВИТУ.
В декабре 2009 года ВИТУ ВАТТ и 4 других ВУЗа из числа включённых в академию были преобразованы в её филиалы. Кроме того университет изменил своё наименование на «институт», после чего начинает именоваться Военный инженерно-технический институт (филиал) Военной академии тыла и транспорта имени генерала армии А. В. Хрулёва (ВИТИ ВАТТ). Три из вновь вошедших в состав ВАТТ военно-учебных заведений (ВВИ, УВВТУ и ТВТИ) в 2010—2011 годах были расформированы. В 2012 году вместо них в качестве филиалов ВАТТ включены бывшие Омский танковый инженерный институт имени Маршала Советского Союза П. К. Кошевого и Пензенский артиллерийский инженерный институт имени Главного маршала артиллерии Н. Н. Воронова.
Учебная база № 2 ВИТУ в Пушкине (2010 год)
В связи с организационно-штатными изменениями в 2010—2011 годах количество кафедр ВИТИ ВАТТ сокращено до 11. Ликвидируется учебная база № 2 в Пушкине (бывшее ПВВИСУ). Комплекс её зданий, включая Дворец Ольги Палей, формально являясь собственностью Минобороны России, несколько лет стоял бесхозным; в 2013 году был передан на правах оперативного управления Научно-исследовательскому детскому ортопедическому институту имени Г. И. Турнера, который подверг территорию бывшего ПВВИСУ кардинальной реконструкции, не оставив практически ничего от вышеупомянутого строительного училища (за исключением зданий, числившихся памятниками архитектуры).
Приказом министра обороны Российской Федерации от 15 марта 2012 года № 545 «О мерах по совершенствованию структуры военных образовательных учреждений высшего профессионального образования Министерства обороны Российской Федерации» Военный инженерно-технический институт (филиал) ВАТТ получил статус дочернего института Военной академии тыла и транспорта и новое наименование: Военный институт (инженерно-технический) Военной академии тыла и транспорта имени генерала армии А. В. Хрулёва (ВИ (ИТ) ВАТТ), а после смены 21 июня 2012 года названия своего головного вуза (ВАТТ на ВА МТО), ВИ (ИТ) стал носить текущее наименование — Военный институт (инженерно-технический) Военной академии материально-технического обеспечения имени генерала армии А. В. Хрулёва (ВИ (ИТ) ВА МТО).
В 2015 году в связи с расформированием Военно-технического университета (ВТУ) в институте организовывается новая специальность — «Наземные транспортно-технологические средства»; одновременно с этим из ВТУ прибывает личный состав для доучивания по той же специальности. Исходя из этого количество кафедр в институте увеличивается до 13.

## Награды
22 февраля 1944 года — орден Красного Знамени. Награждено указом Президиума Верховного Совета СССР от 22 февраля 1944 года за образцовое выполнение боевых заданий командования на фронте борьбы с немецкими захватчиками и проявленные при этом доблесть и мужество.
1 марта 1986 года за выдающиеся военные заслуги и большой вклад в дело укрепления обороноспособности страны и подготовку военных специалистов ГДР, награждено боевым орденом «За заслуги перед народом и Отечеством в золоте».

## Факультеты и отделения
1. Инженерно-технический факультет;
2. Факультет энергетики;
3. Санитарно-техническое отделение;

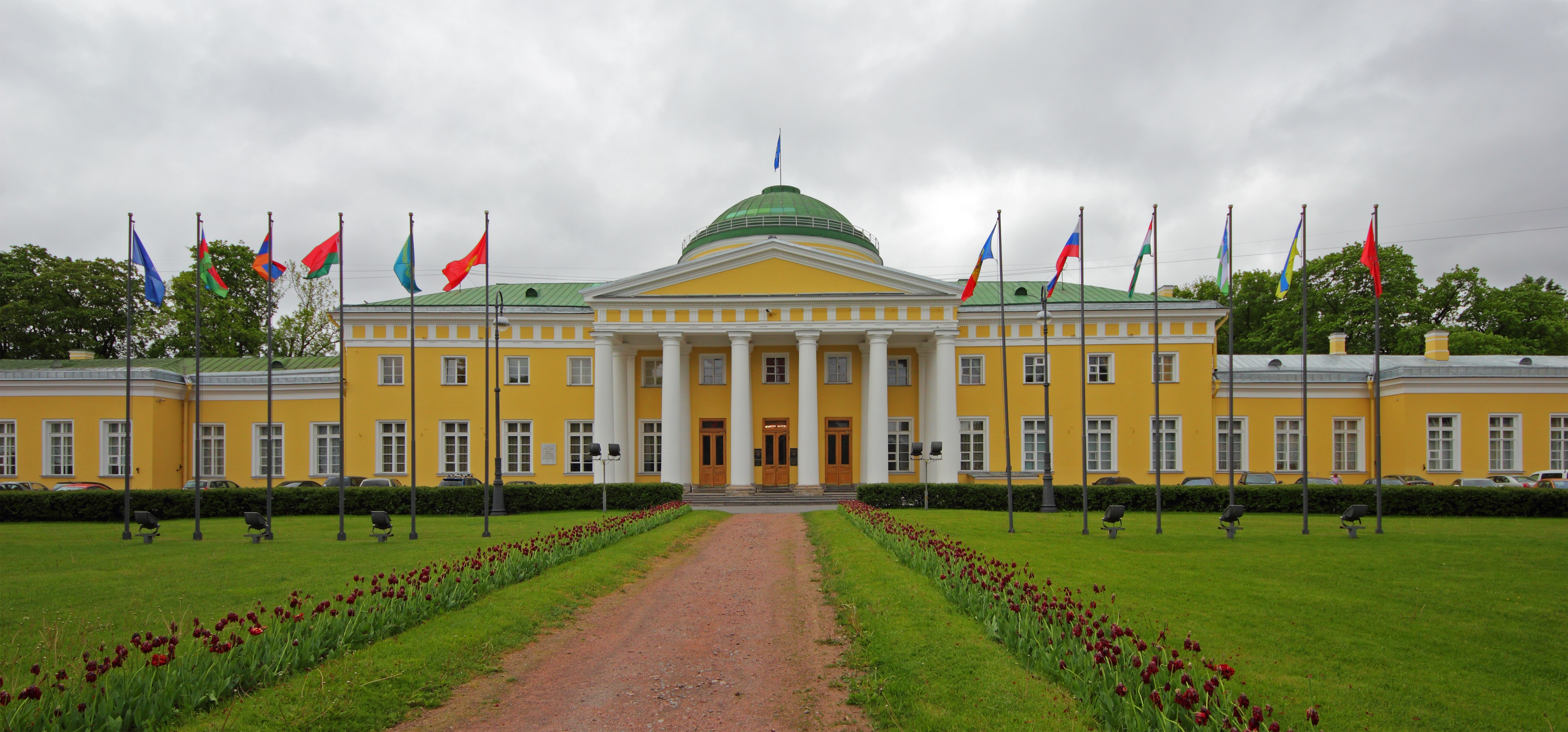
Таврический дворец рядом с комплексом зданий ВИ (ИТ).

4. Факультет строительства военно-морских баз;
5. Специальный факультет;
6. Факультет переподготовки и повышения квалификации;
7. Отделение среднего профессионального образования.

Для личного состава установлена армейская форма одежды военнослужащих сухопутных войск.
Специальный факультет
Готовит иностранных специалистов как ближнего зарубежья, так и дальнего, в соответствии с программой высшего профессионального образования по двум специальностям — «Промышленное и гражданское строительство» и «Строительство уникальных зданий и сооружений».
Факультет энергетики
Готовит военных инженеров в соответствии с программой высшего профессионального образования по военно-учётной специальности:
- «Монтаж, эксплуатация и ремонт систем энергообеспечения объектов специального назначения и инфраструктуры флота».

Санитарно-техническое отделение
Готовит военных специалистов в соответствии с программой высшего профессионального образования по военно-учётным специальностям:
- «Монтаж, эксплуатация и ремонт систем жизнеобеспечения объектов военной инфраструктуры и специальных защищённых сооружений»;
- «Обеспечение пожарной безопасности Вооружённых Сил Российской Федерации».

Факультет строительства военно-морских баз
Готовит военных инженеров в соответствии с программой высшего профессионального образования по военно-учётной специальности:
- «Строительство и эксплуатация зданий и сооружений», специализация: «Строительство и эксплуатация специальных объектов военно-морских баз».

Инженерно-технический факультет
Готовит военных инженеров в соответствии с программой высшего профессионального образования по военно-учётным специальностям:
- «Строительство и эксплуатация зданий и сооружений»;
- «Применение автомобильных подразделений и частей».

Факультет переподготовки и повышения квалификации
Образован 12 мая 2009 года на базе Академических курсов переподготовки и повышения квалификации ВИТУ. Осуществляет переподготовку по гражданским специальностям военнослужащих, подлежащих увольнению с военной службы. На факультете ведётся переподготовка по 12 специальностям:
- «Педагогика и психология»;
- «Промышленная теплоэнергетика»;
- «Энергообеспечение предприятий»;
- «Электроснабжение»;
- «Гидротехническое строительство»;
- «Городское строительство и хозяйство»;
- «Водоснабжение и водоотведение»;
- «Механизация и автоматизация строительства»;
- «Промышленное и гражданское строительство»;
- «Пожарная безопасность»;
- «Охрана труда в организации»;
- «Ценообразование и сметное нормирование в строительстве».

Также на факультете проводится переподготовка по двум специальностям — «Промышленная теплоэнергетика» и «Водоснабжение и водоотведение».
Отделение среднего профессионального образования
Готовит военных специалистов в соответствии с программой среднего профессионального образования по военно-учётным специальностям:
- «Водоснабжение и канализация»;
- «Организация противопожарной охраны».

## Кафедры
| 1. Педагогики, психологии и отечественной истории; 2. Гуманитарных и социально-экономических дисциплин; 3. Тактики и общевойсковых дисциплин; 4. Математики; 5. Физики; 6. Физической подготовки и спорта; 7. Иностранных языков; 8. Строительных машин (автомобильной и грузоподъёмной техники, эксплуатации и ремонта); 9. Строительных материалов; 10. Воинские и производственные здания; 11. Электроснабжения; 12. Электрооборудования и автоматики; 13. Двигателей и энергетических установок; | 1. Теплосиловых установок; 2. Надёжности, монтажа и эксплуатации объектов военной инфраструктуры; 3. Экологии и санитарно-технических систем; 4. Пожарной безопасности; 5. Военной архитектуры; 6. Военно-морских баз, аэродромов и дорог; 7. Строительных конструкций (и механики твёрдого тела); 8. Вычислительной техники (автоматизированных систем проектирования и управления строительным производством); 9. Инженерной геодезии, оснований и фундаментов; 10. Фортификации (и защитных сооружений); 11. Технологии строительства; 12. Организации производства (и экономики строительства); 13. Маскировка. |

| 1. Технологии, организации и экономики строительства; 2. Фортификации и специальных сооружений; 3. Пожарной безопасности; 4. Электроснабжения, электрооборудования и автоматики; 5. Двигателей и тепловых установок; 6. Систем жизнеобеспечения объектов военной инфраструктуры; | 1. Гидротехнических сооружений, строительных конструкций и механики твёрдого тела; 2. Тактики и общевоенных дисциплин; 3. Военной архитектуры и автоматизированных систем проектирования; 4. Морально-психологического обеспечения; 5. Физической подготовки. |

Кафедры после 2015 года
| 1. Технологии, организации и экономики строительства; 2. Фортификации и специальных сооружений; 3. Пожарной безопасности; 4. Электроснабжения, электрооборудования и автоматики; 5. Двигателей и тепловых установок; 6. Систем жизнеобеспечения объектов военной инфраструктуры; 7. Гидротехнических сооружений, строительных конструкций и механики твёрдого тела; | 1. Тактики и общественных дисциплин; 2. Военной архитектуры и автоматизированных систем проектирования; 3. Гуманитарных дисциплин; 4. Физической подготовки; 5. Иностранных и русского языков; 6. Применения автомобильных подразделений. |

## Специальности подготовки
Обучение ведётся по 5 специальностям высшего образования:
- «Строительство уникальных зданий и сооружений»;
- «Тепло- и электрообеспечение специальных технических систем и объектов»;
- «Тыловое обеспечение»;
- «Пожарная безопасность».
- «Наземные транспортно-технологические средства».

Также обучение ведется по двум специальностям среднего профессионального образования — «Водоснабжение и водоотведение» и «Пожарная безопасность».

## Известные преподаватели и выпускники
- См. Преподаватели Военного инженерно-технического университета
- См. Выпускники Военного инженерно-технического университета